# Material fotosensible
En fotografia química, anomenem material fotosensible a la capa o conjunt de capes sensibles a la llum que formen una imatge latent quan entren en contacte amb la llum. Dins els materials fotosensibles, podem diferenciar entre les pel·lícules formades per un suport plàstic transparent i els papers.

## Història
Abans d'arribar a les fotografies com les coneixem avui em dia, hi va haver diversos passos previs que van conduir a la fotografia cap al present:
- El primer cop en què es va fixar una imatge en una cambra obscura, va ser l'any 1726, per J.H. Schulze, qui va demostrar la sensibilitat lumínica del nitrat de plata.
- La primera imatge fixa e immòbil va ser feta per Joseph Nicéphore Nièpce. Això ho va aconseguir mitjançant plaques de peltre cobertes amb betum i oli de lavanda. L'any 1826, utilitzant una cambra obscura. Així doncs, va plasmar per l'eternitat les vistes del pati de la seva casa.
- L'any 1835, Jacques Daguerre va publicar els resultats del Daguerrotip, un experiment basat en làmines de plata que mitjançant l'aplicació de vapor durant 15-30 minuts, aconseguia una imatge molt poc visible. Aquesta seguidament es tractava amb mercuri i aigua salada calenta per a poder revelar la imatge.[3]